# Affordance
Con affordance (invito all'uso) si definisce la qualità fisica di un oggetto che suggerisce a un essere umano le azioni appropriate per manipolarlo. Ogni oggetto possiede le proprie affordance, così come le superfici, gli eventi e i luoghi. Ad esempio una superficie piatta possiede l'affordance di camminare sopra ad essa, una superficie verticale dà l'affordance di ostacolare o interrompere un movimento.
Ad esempio, l'aspetto esterno di una caraffa d'acqua, con manico laterale e beccuccio, permette all'utilizzatore di dedurne intuitivamente le funzionalità, anche senza averla mai vista prima. In quest'ultimo contesto il termine affordance può essere tradotto con "invito"; questo concetto non appartiene né all'oggetto stesso né al suo utilizzatore ma si viene a creare dalla relazione che si instaura fra di essi. È, per così dire, una proprietà "distribuita".
Il termine è stato introdotto nel 1966 dallo psicologo statunitense James Gibson nell'opera The senses considered as perceptual systems.
Più alta è l'affordance, più sarà automatico ed intuitivo l'utilizzo di un dispositivo o di uno strumento. Ad esempio, l'aspetto di una maniglia dovrebbe far intuire automaticamente e immediatamente come la porta vada aperta: se tirata, spinta o fatta scorrere (una porta che si apre automaticamente al passaggio ha una scarsa affordance, poiché è molto poco intuitivo il suo funzionamento).
Tra gli oggetti con un'ottima affordance vi sono, ad esempio, la forchetta o il cucchiaio, strumenti che nel corso dei millenni sono stati affinati dall'uomo fino alla forma odierna, estremamente intuitiva e di semplicissimo utilizzo.